# Taravo
Le Taravo est un fleuve côtier français qui coule en Corse-du-Sud et se jette dans la mer Méditerranée. Il est le troisième plus long fleuve de l'île après le Golo et le Tavignano.

## Géographie
Il prend sa source au nord du Monte Grosso (1 895 m) à presque 1 580 mètres d'altitude, sur la commune de Palneca, dans la forêt de la Flasca. 
Il passe alors au col de Flasca, à côté du GR20, puis du col de Verde (1 289 m), et de la Fontaine de San Pietro di Verde, dans la forêt domaniale de Saint Antoine. L'orientation générale de son cours va, alors, du nord-est vers le sud-ouest. 
Après avoir parcouru 65,4 kilomètres, il se jette dans la mer Méditerranée au niveau du golfe de Propriano, entre Porto Pollo et Abbartello, au nord de Propriano, sur la commune d'Olmeto, à droite de la tour génoise de Micalona,.

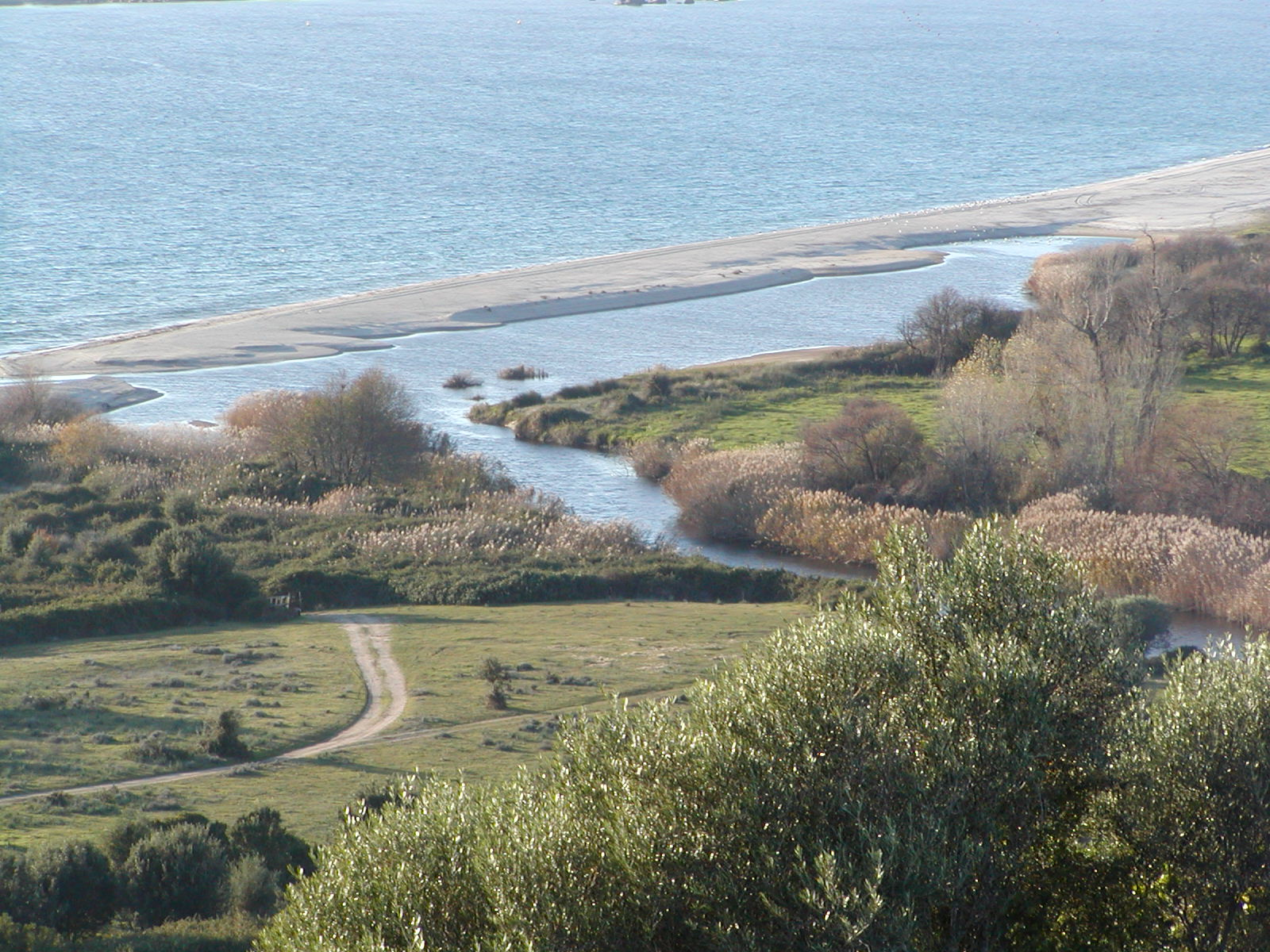
L'embouchure du Taravo depuis la Tour de Micalona.

### Communes et cantons traversés
Entièrement dans le département de la Corse-du-Sud, (2A), le Taravo traverse vingt-deux communes et quatre cantons :
- dans le sens amont vers aval, Palneca, Cozzano, Ciamannacce, Zicavo, Sampolo, Guitera-les-Bains, Corrano, Olivese, Zévaco, Forciolo, Argiusta-Moriccio, Zigliara, Moca-Croce, Petreto-Bicchisano, Urbalacone, Guargualé, Pila-Canale, Cognocoli-Monticchi, Casalabriva, Sollacaro, Serra-di-Ferro, Olmeto.

Soit en termes de cantons, le Taravo prend sa source sur le canton de Zicavo, traverse les canton de Petreto-Bicchisano, canton de Santa-Maria-Siché et conflue sur le canton d'Olmeto, le tout dans les arrondissements d'Ajaccio et de Sartène.

### Fleuves voisins
Les fleuves côtiers voisins sont au nord le Prunelli, au sud le Rizzanese.

### Bassin versant
Le Taravo traverse les quatre zones hydrographiques Y860, Y861, Y862, Y863 de 482 km2 de superficie. Ce bassin versant est constitué à 86,28 % de « forêts et milieux semi-naturels », à 13,38 % de « forêts et milieux semi-naturels », à 0,35 % de « forêts et milieux semi-naturels ». 

### Organisme gestionnaire
L'organisme gestionnaire est le Comité de bassin de Corse, depuis la loi corse du 22 janvier 2002.

## Affluents
Le Taravo a quarante-et-un ruisseaux contributeurs référencés :
- le ruisseau d'Orziolu, 2,9 km (rg[note 1]), entièrement sur la commune de Palneca.
- le ruisseau de Smarginelli, 1,9 km (rg), entièrement sur la commune de Palneca.
- le ruisseau de Taglie, 3,2 km (rg), entièrement sur la commune de Palneca.
- -----   le ruisseau de Porcellardu, 3,6 km (rd) et deux affluents, sur les communes de Ciamannacce et Palneca.
- -----   le ruisseau de Pintoli, 3,3 km (rd), sur les communes de Ciamannacce et Palneca.
- le ruisseau de Fornu, 5,8 km (rg), entièrement sur la commune de Palneca.
- le ruisseau de Biancone, 4,7 km (rg) et deux affluents, entièrement sur la commune de Ciamannacce et Cozzano.
- -----   le ruisseau de Quarcetu, 5,4 km (rd), entièrement sur la commune de Ciamannacce.
- le ruisseau de Mezzanu, 3,9 km (rg) et trois affluents, entièrement sur la commune de Cozzano.
- -----   le ruisseau de Catarazzi, 5,7 km (rd) et un affluent, sur les communes de Ciamannacce et Sampolo.
- -----   le ruisseau de Funtani Bianchi, 4 km (rd), sur les communes de Ciamannacce et Sampolo.
- -----   le ruisseau de Barbalatu, 4,3 km (rd) et un affluent, sur les communes de Sampolo, Tasso et Zicavo.
- le ruisseau de l'Onda, 3,9 km (rg), entièrement sur la commune de Zicavo.
- -----   le ruisseau de Vitalbetu, 4,8 km (rd) et un affluent, entièrement sur la commune de Guitera-les-Bains.
- -----   le ruisseau de Camproni, 4,2 km (rd), sur les communes de Guitera-les-Bains et Zicavo.
- le ruisseau de Molina, 10,9 km (rg) et quatre affluents, entièrement sur la commune de Zicavo.
- le ruisseau de Lunarese, 1,2 km (rg), sur les communes de Corrano et Zicavo.
- -----   le ruisseau d'Arghja Alta, 4,1 km (rd) et deux affluents, sur les communes de Corrano et Guitera-les-Bains.
- le ruisseau de Ciaconu, 3,2 km (rg), sur les communes de Corrano, Olivese et Zicavo.
- -----   le ruisseau de Cestratu, 2,2 km (rd) et un affluent, sur les communes de Corrano et Zevaco.
- le ruisseau de Piscia in Alba, 3,6 km (rg), sur les communes de Corrano et Olivese.
- le ruisseau de Burrinca, 2,4 km (rg) et un affluent, entièrement sur la commune de Olivese.
- -----   le ruisseau de Monacore, 2,6 km (rd), sur les communes de Azilone-Ampaza, Forciolo, Olivese et Zevaco.
- le ruisseau de la Verga, 7 km (rg) et cinq affluents, sur les communes de Forciolo et Olivese.
- le ruisseau d'Alzetu, 2,1 km (rg) et un affluent, entièrement sur la commune de Olivese.
- le ruisseau de Piatamonu, 3,6 km (rg), entièrement sur la commune de Argiusta-Moriccio.
- -----   le ruisseau u Fiumicellu, 20,1 km (rd) et sept affluents, sur huit communes.
- le ruisseau de Buiena, 7,8 km (rg) et sept affluents, sur les communes de Argiusta-Moriccio et Moca-Croce.
- -----   le ruisseau de Tolaghju, 2,7 km (rd), sur les communes de Moca-Croce et Zigliara.
- -----   le torrent de Marcuggio, 13,6 km (rd) et un affluent, sur six communes.
- le ruisseau de Piavone, 6,8 km (rg), sur les deux communes de Moca-Croce et Petreto-Bicchisano.
- le ruisseau de Penta, 6,3 km (rg) et un affluent, entièrement sur la commune de Petreto-Bicchisano.
- -----   le ruisseau de Fiuminale, 6,3 km (rd), sur les trois communes de Guarguale, Petreto-Bicchisano et Pila-Canale.
- le ruisseau de Tura, 6,3 km (rg) et un affluent, sur les deux communes de Casalabriva et Petreto-Bicchisano.
- -----   le ruisseau de Sant-Albertu, 4,7 km (rd), sur les deux communes de Casalabriva et Pila-Canale.
- le ruisseau de Sardesca, 2,2 km (rg), entièrement sur la commune de Casalabriva.
- -----   le ruisseau de Carbonaccio, 3,6 km (rd), sur les deux communes de Casalabriva et Pila-Canale.
- -----   le ruisseau de l'Impennato, 12,5 km (rd) et six affluents, sur quatre communes.
- le ruisseau de Petrera, 6,5 km (rg) et un affluent, sur les deux communes de Casalabriva et Sollacaro.
- -----   le ruisseau de Favale, 3,4 km (rd) et un affluent, sur les trois communes de Cognocoli-Monticchi, Serra-di-Ferro et Sollacaro.
- le ruisseau de Barcajolo, 6 km (rg), entièrement sur la commune de Sollacaro.

### Rang de Strahler
Le rang de Strahler est de cinq.

## Hydrologie
Le Taravo est un petit fleuve abondant mais assez irrégulier. 

### Le Taravo à Zigliara
Son débit a été observé durant une période de 46 ans (1969-2014), à Zigliara, au Pont d'Abra où passe la RN 196, à une quinzaine de kilomètres de son embouchure, et à 130 m d'altitude. Le bassin versant du fleuve y est de 331 km2, c'est-à-dire 69 % de la totalité de celui-ci 482 km2.
Le module du fleuve à cet endroit vaut 7,26 m3/s.
Le Taravo présente des fluctuations saisonnières typiques d'un régime pluvial méridional.
Les hautes eaux se déroulent en hiver et au printemps, de décembre à mai inclus, et portent le débit mensuel moyen à un niveau situé entre 8,82 et 12,1 m3/s, avec un maximum en avril. Elles sont suivies d'une chute rapide du débit jusqu'à la période de basses eaux d'été qui va de fin juin à début octobre, avec son minimum moyen du mois d'août (1,44 m3/s). Cependant les fluctuations sont bien plus prononcées sur de courtes périodes et selon les années.

### Étiage ou basses eaux
À l'étiage, le VCN3 peut chuter jusque 0,700 m3/s, en cas de période quinquennale sèche, ce qui ne peut pas être qualifié de vraiment sévère.

### Crues
Les crues peuvent être très importantes. Les QIX 2 et QIX 5 valent respectivement 120 et 170 m3/s. Le QIX 10 est de 210 m3/s et le QIX 20 de 240 m3/s. Quant au QIX 50, il est de 280 m3/s. Cela signifie que, par exemple, tous les deux ans on doit s'attendre à une crue de l'ordre de 120 m3/s, et tous les vingt ans une crue de 230 m3/s doit survenir, statistiquement du moins. Ces chiffres sont nettement inférieurs à ceux du Vecchio par exemple.
Le débit instantané maximal enregistré à Zigliara a été de 600 m3/s le 1er décembre 1996, tandis que la valeur journalière maximale était de 108 m3/s le 5 décembre 1992 et 127 m3/s le 22 novembre 2011. En comparant la première de ces valeurs avec l'échelle des QIX du fleuve, il apparaît que les crues de décembre 1996 étaient largement supérieures aux plus hauts débits calculés, et donc tout à fait exceptionnelles.

### Lame d'eau et débit spécifique
La lame d'eau écoulée dans le bassin versant du Taravo est de 694 millimètres annuellement, ce qui est très élevé, plus de deux fois supérieur à la moyenne française, tous bassins confondus. Le débit spécifique du fleuve (ou Qsp) atteint le chiffre élevé de 21,9 litres par seconde et par kilomètre carré de bassin.

## Aménagements et écologie
On y trouve comme poissons des truites (de moins en moins présentes), des loups, des mulets ainsi que des anguilles.
On y trouve également de nombreux animaux tels que des grenouilles, des tortues d'eau.
Cette perte de poissons est due à une pollution présente en amont du fleuve. La majorité des 29 communes traversées par le fleuve y rejette ses eaux usées.
De relatifs efforts sont tentés pour remédier à ce problème (station d'épuration et fosse).
Une station qualité est implantée à Casalabriva (code station 06217500).